# Die blaue Stunde (Hörfunksendung)
Die blaue Stunde war eine Hörfunksendung des Rundfunks Berlin-Brandenburg, die von Serdar Somuncu moderiert wurde. Es war die Nachfolgesendung von Sanft & Sorgfältig (2012–2016). Sie ging am 11. September 2016 auf Sendung und wurde bis zum 3. Dezember 2023 immer sonntags von 16 bis 18 Uhr auf Radio Eins ausgestrahlt.

## Titel
Die Erkennungsmusik der Sendung ist das Chanson Eine blaue Stunde von Rudolf und Herbert Nelson (Text) und Franz Grothe (Musik), interpretiert von Greta Keller. Serdar Somuncu habe diesen Titel gewählt, „um jene Stimmung zu transportieren, wenn sich die Dämmerung zur Dunkelheit wandelt. Genau diese Mischung aus nachdenklicher Melancholie und Sorge vor dem machtvoll aufziehenden Schwarz soll den Charakter der Sendung ausmachen“, hieß es zu der Wahl des Titels der Sendung im Tagesspiegel.

## Konzept
Im Monolog oder im Dialog mit Hörern setzt sich Somuncu oft humorvoll, bisweilen auch mit bitterem Ernst mit der gegenwärtigen politischen Lage Deutschlands auseinander – nicht ohne auch mal mahnende Worte an seine türkischen Landsleute zu richten oder diese gar (auf einer Meta-Ebene) heftig zu beleidigen. Auf der anderen Seite streift er auch Themen des Boulevards oder Alltags, die er kommentiert.
Konzeptionell ist Die blaue Stunde offen. So rezitierte er in einer Sendung  Rainer Maria Rilkes Herbsttag, während er in einer anderen über eine längere Strecke die Wirkung absoluter Stille demonstrierte, um in der nächsten dann als wahnsinniger Anführer seiner eigenen Glaubensgemeinschaft dazu aufzurufen, ihn zum Bundeskanzler zu machen (tatsächlich war Somuncu 2017 Kanzlerkandidat von Die PARTEI).
Bisweilen ist die Sendung vorproduziert oder sie wird live ausgestrahlt. In letzterem Fall haben die Zuhörer die Möglichkeit des ‚call-in‘. Eine Sendung mit Studiogast (Oliver Polak) wurde erstmals am 9. Oktober 2016 ausgestrahlt. Weitere Studiogäste folgten. Manche Sendungen benutzt der Künstler auch zur Beantwortung von Hörerpost.
In den letzten drei Jahren der Sendung gab es vermehrt Sendungen mit Jürgen König, in denen Musik besprochen wurde.
Mit dem Ende der Sendung 2023 zog sich Serdar Somuncu auch aus der Öffentlichkeit zurück.

## Rezeption
Im April 2022 widmete Somuncu eine Ausgabe der Sendung dem Ukraine-Krieg. Er verteidigte die Friedensbewegung und die Ostermärsche und habe sich geschockt gezeigt „über die Verrohung der politischen Streitkultur“.
Serdar Somuncu habe mit Die Blaue Stunde eine Sendung, „in der er zwei Stunden lang monologisieren kann, ohne dass ihm jemand ins Wort fällt“, schrieb Stefan Niggemeier über eine Ausgabe mit dem Titel „Statusbericht 2022“ zum Thema Corona-Krise. „Einige Versatzstücke könnten aus einem handelsüblichen Kabarett-Soloprogramm stammen, weitere aus einem religiösen Selbstfindungsprogramm, andere von einer Rede auf einer Querdenker-Demo, noch andere aus einer nachts nach zweieinhalb Flaschen Rotwein entwickelten, überaus selbstbezüglichen Theorie über das Wesen der Egozentrik. Insgesamt ist es vielleicht eine Art Manifest. Oder doch nur Geschwurbel.“